# Jühnde
Jühnde è un comune di 973 abitanti della Bassa Sassonia, in Germania.
Appartiene al circondario di Gottinga ed è amministrato dalla Samtgemeinde Dransfeld.
Si trova a breve distanza a ovest del confine con gli Stati dell'Assia e della Turingia.
Comprende la frazione di Barlissen.

## Monumenti e luoghi d'interesse
- Castello di Jühnde